# Мустела яванська
Мустела яванська (Mustela lutreolina) — ссавець, дрібний хижак з родини Мустелові (Mustelidae).

## Середовище проживання
Країни поширення: Індонезія. Цей вид відомий тільки з гірських районів південної частини островів Суматра та Ява.
Висотної ареалу цього виду на Суматрі від 1'000 до 3'000 м над рівнем моря.

## Морфологія
Базуючись на шести зразках самців, морфометричні показники наступні: голова і тіло довжиною 297-321 мм, хвіст довжиною 136-170 мм, вага 295-340 грам.
Загальний колір блискучий темно-рудий і немає маски або іншого лицевого маркування. M. lutreolina має разючу подібність з Mustela lutreola за розміром і кольором, але нагадує Mustela sibirica за характеристиками черепа. М. lutreolina є близьким родичем М. sibirica й іноді вважається конспецифічним (що належить одному виду) з ним. Його стиль життя, ймовірно, такий же.